# Osiedle Niepodległości (Bochnia)

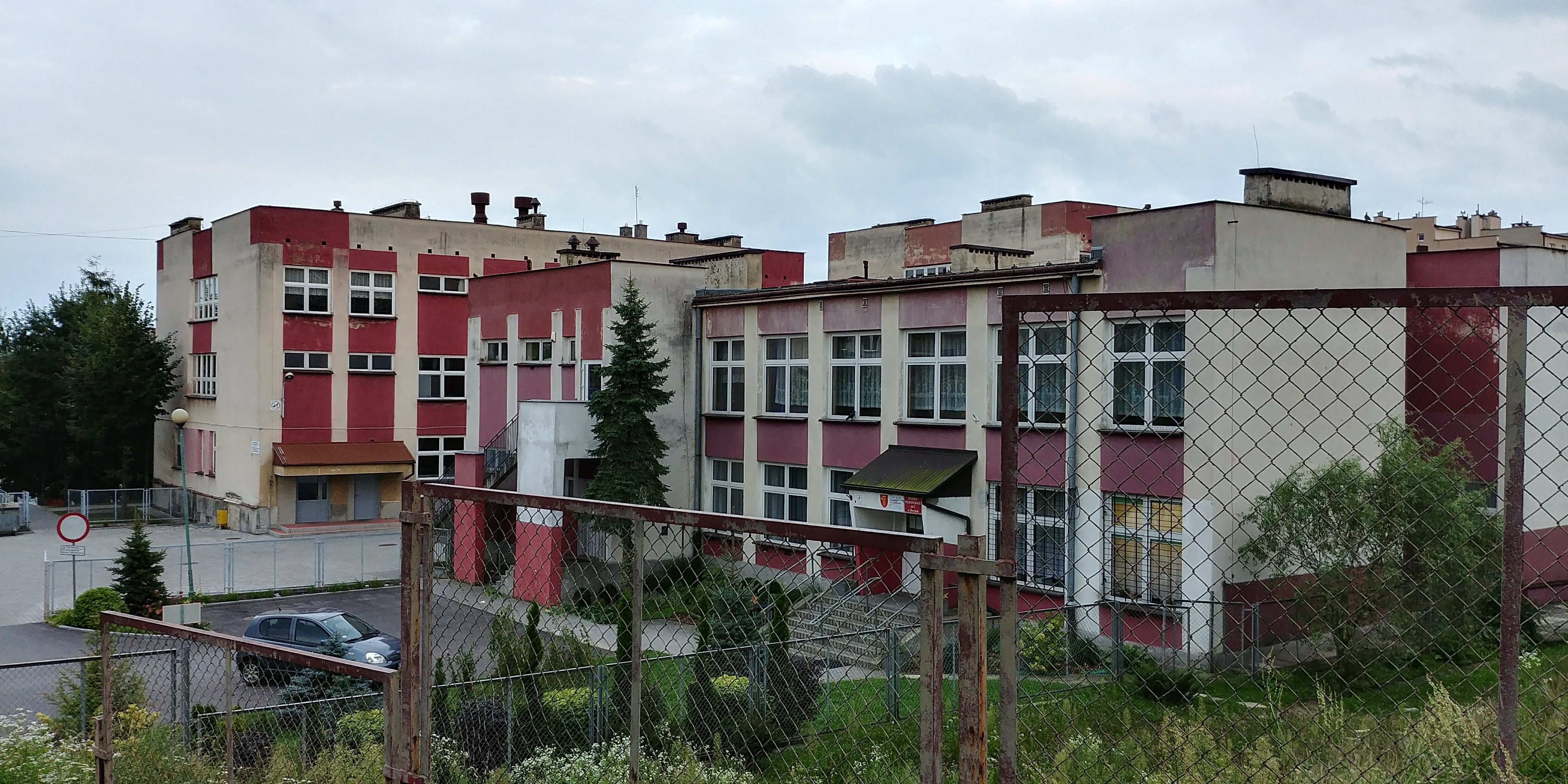
Miejskie Przedszkole nr 1

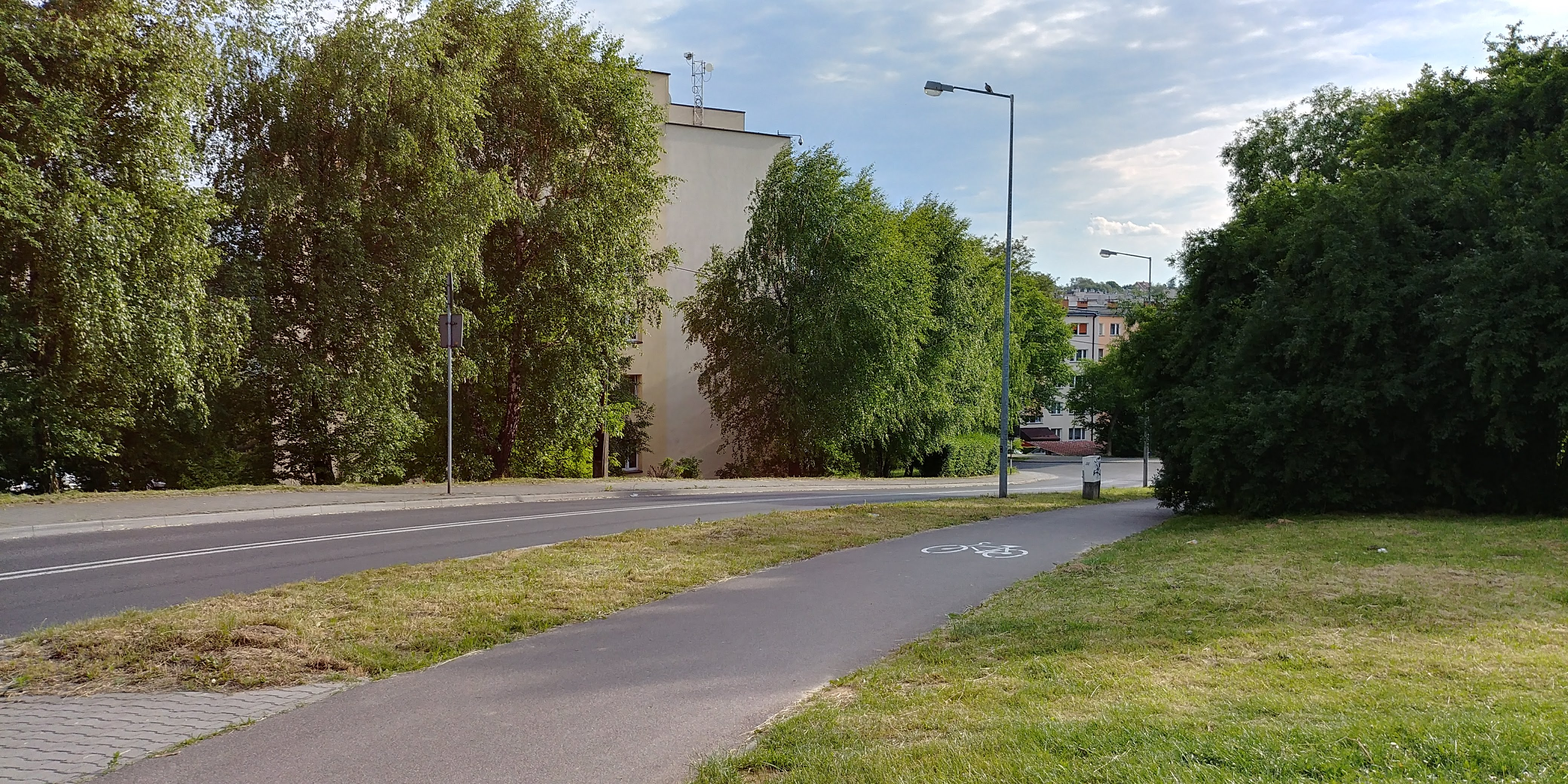
Obwodnica KN2

Osiedle Niepodległości – osiedle Bochni położone w centralno-zachodniej części miasta. Jest jedną z 14 jednostek pomocniczych Bochni, a także największym osiedlem mieszkaniowym.

## Położenie
Osiedle położone jest w centralno-zachodniej części miasta i sąsiaduje z następującymi osiedlami:
- od północy: Chodenice
- od południa: Kolanów
- od wschodu: Śródmieście-Campi, Windakiewicza
- od zachodu: Kolanów, Chodenice.

## Osiedle mieszkaniowe
Składa się ono z 27 bloków o 4 lub 5 piętrach. Przebiegają tędy ulice:
- Legionów Polskich (bloki nr 5, 6, 7, 9, 10, 11, 12, 14, 16, 18, 20, 22, 24, 26, 28, 30, 32, 34, 36)
- gen. T. Jakubowskiego (bloki nr 3, 6, 8, 14)
- gen. W. Czumy (bloki nr 3, 4, 5, 6).

Oprócz bloków mieszkalnych na terenie osiedla znajdują się liczne sklepy, place zabaw, boiska sportowe czy też poradnia dziecięca. Blokowisko charakteryzuje się obecnością wielu terenów zielonych. Mieszkający na osiedlu wierni kościoła rzymskokatolickiego podlegają parafii św. Pawła Apostoła.

## Ulice
W skład osiedla wchodzą ulice: Gen. Waleriana Czumy, Gen. Tadeusza Jakubowskiego, Krakowska (od skrzyżowania z ul. Edwarda Windakiewicza), Legionów Polskich, Marcina Samlickiego, Płk Józefa Serugi, Bogusława Serwina, Gen. Mariana
Turkowskiego.

## Edukacja
Na terenie osiedla znajdują się:
- Miejskie Przedszkole nr 1
- Miejskie Przedszkole nr 2
- Publiczna Szkoła Podstawowa nr 7
- Gimnazjum nr 2.

## Komunikacja
Na terenie osiedla znajdują się pętla autobusowa oraz przystanki komunikacji miejskiej dla linii nr:
- 1 i 9 BZK[4]
- 1, 10, 11 RPK[5].

Rozpoczyna się tutaj północno-zachodnia obwodnica KN2.
W niedalekiej odległości znajduje się przystanek dla busów jadących w kierunku Krakowa.